# Anosia erebus
Anosia erebus är en fjärilsart som beskrevs av Johannes Karl Max Röber 1891/92. Anosia erebus ingår i släktet Anosia och familjen praktfjärilar. Inga underarter finns listade i Catalogue of Life.